# ماگان
ماگان (به اسپانیایی: Magán, Spain) یک شهرستان در اسپانیا است که در استان تولدو واقع شده‌است.
در منابع سومری نام سرزمین آن سوی خلیج پارس و تنگه هرمز ماگان (یعنی شهر کاهنان و جادوگران) ذکر شده است. این معنی در نام اوستایی و یونانی کهن مردم آنجا  یعنی یاتوان (یئوتیان= جادوان) زنده مانده است که در کنار مردمی به نام پریسانیان می زیسته اند داریوش بزرگ یاوتیان را پارسی نام میبرد، از سوی دیگر نام ماگان به زبانهای کهن ایرانی همین معنی سرزمین کاهنان و جادوگران یا جایگاه غنی و ثروتمند را می داده است و این نام تا صده های اخیر به صورت مکران (جایگاه "مک ها= جادوگران/کاهنان یا ثروتمندان")
ریشه یابی لاتین
معادل های لاتین

## خصوصیات
ماگان ۲۹ کیلومترمربع مساحت و ۱٬۹۸۹ نفر جمعیت دارد و ۶۹۷ متر بالاتر از سطح دریا واقع شده‌است.